# 小弧斑姬蛙
小弧斑姬蛙（学名：Microhyla heymonsi），又名小弧斑姬蛙，为姬蛙科姬蛙属的两栖动物。多栖息于山区水域附近的草丛中。该物种的模式产地在台湾。

## 描述
如同姬蛙科其他成員，小弧斑姬蛙是一種小型蛙類。雄蛙體長可達 16—21 mm（0.63—0.83英寸），雌蛙則約 22—26 mm（0.87—1.02英寸）。背部顏色為粉紅色或灰色，有一黑色橫帶從鼻子尖端延伸到腹股溝並完全覆蓋頭部兩側。可棲息於各種已有開發的地區以及次生植被中。亦可在臨時的雨水坑，稻田，溝渠，沼澤和緩慢流動的溪流中繁殖。

## 分佈
分佈於印度東北部、中國南部、台灣以及東南亞，最南可達馬來半島和蘇門答臘島以及大尼科巴島。
中國分布于江苏、浙江、安徽、福建、江西、湖南、广东、广西、海南、四川、云南、贵州等省份。

## 影像

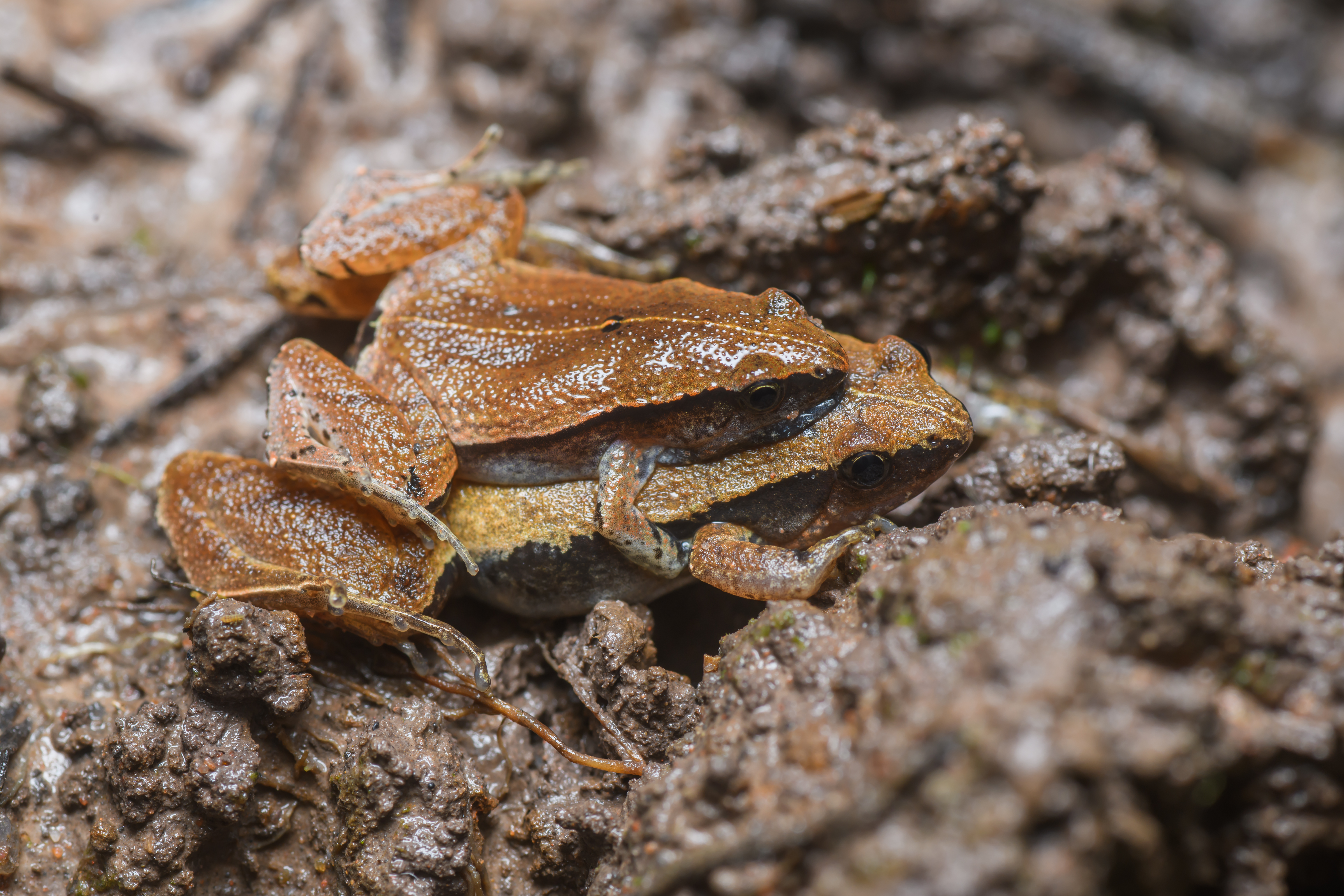
攝於 泰國 蒲卡鈴國家公園